# William Barksted
William Barksted (fl. 1611), est un acteur et un poète anglais des XVIe et XVIIe siècles.

## Biographie
Barksted est l'auteur des poèmes Mirrha, the Mother of Adonis; or Lustes Prodegies (1607) et Hiren, or the Faire Greeke (1611). Sur la page de titre du second, il se présente comme « un des serviteurs des divertissements de la reine ».
En 1606, William Barksted joue dans Epicene de Ben Jonson, et en 1613 dans Coxcomb de Beaumont et Fletcher.
Quand il joue dans Epicene, il fait partie de la troupe « fournie et tenue » par Kirkham, Hawkins, Kendall et Payne, nommés responsables de la troupe enfantine des divertissements de la reine le 31 janvier 1603, tandis que dans le folio de Jonson de 1616, il figure avec Nathaniel Field, Giles Carey, Hugh Attawel, John Smith, William Penn, Richard Allin, et John Blaney comme les principaux comédiens.
Sous le règne de la reine Élisabeth, cette compagnie théâtrale est connue sous le nom des « enfants de la chapelle », tandis que sous le règne de Jacques Ier son nom est devenu les « enfants des divertissements de la reine ». John Payne Collier affirme que « Barksted était un membre de la seconde troupe, mais pas de la première », corrigeant ainsi une omission de Malone. Pourtant, sur la page de titre de Hiren, il est écrit « de sa Majesté le roi » et non pas « des divertissements de la reine », ce qui laisse supposer que la désignation pouvait varier.
Certains documents — un contrat et des engagements en lien avec Henslowe et Alleyn — font apparaître le nom de Barksted en 1611 et en 1615–16, comme appartenant à une troupe d'acteurs. Plus rien ensuite n'a été découvert à son sujet, à l'exception d'une anecdote déplaisante qui ne peut être rapportée, et qui figure dans Wit and Mirth de John Taylor, le Poète de l'eau en 1629. Dans quelques exemplaires de L'insatiable comtesse, datés de 1631, le nom de John Marston est remplacé par celui de William Barksted. Mais aucun de ces deux faits ne nous garantit que Barksted était encore vivant en 1629 ou 1631. Il peut avoir été un modeste collaborateur de Marston, mais pas davantage. En revanche, il ne fait aucun doute qu'il connaissait Henry de Vere, 18e comte d'Oxford, et Elizabeth de Vere, comtesse de Derby. Dans sa dédicace rimée de Hiren, il appelle le premier "the Heroicke Heros" (« le héros héroïque »). 

## Source principale
- Biographie de William Barksted